# Liebesreigen (1934)
Liebesreigen ist eine US-amerikanische Musical-Verfilmung aus dem Jahre 1934 nach dem Musical Music in the Air von Jerome Kern und Oscar Hammerstein II. Der Film gilt als einer der ersten deutsch beeinflussten Emigrantenfilme Hollywoods. Joe May inszenierte diesen von Erich Pommer produzierten und von Billy Wilder und Robert Liebmann mitgeschriebenen Film. Für die Hauptrolle konnte der einstige Stummfilmstar Gloria Swanson gewonnen werden, die in den Jahren zuvor etwas in Vergessenheit geraten war.

## Handlung
Karl Roder und Walter Lessing sind zwei Hobbykomponisten, die im ländlich-bayerischen Edendorff beheimatet sind. Im Hauptberuf verdient sich Karl seinen Lebensunterhalt als Dorfschullehrer, während Walter als Musiklehrer unterrichtet. Seine Tochter Sieglinde ist zugleich Karls Herzdame. Dieser macht sich eines Tages nach München auf, wo Karl Ernst Weber wiedertrifft, der aus demselben Dorf stammt und in der großen Stadt als Künstleragent einigen Erfolg im Unterhaltungsgewerbe hat. Weber findet Gefallen an der vorgelegten Komposition der beiden Dörfler und plant, diese an der Münchner Oper groß herauszubringen. Eines Tages lernt Karl in Webers Büro die Gesangsdiva Frieda Hotzfelt kennen, eine berühmte Opernsängerin, die sich gerade mit ihrem Librettisten Bruno Mahler, mit dem sie eine außerordentlich stürmische Beziehung verbindet, lauthals über einen seiner Musiktexte streitet.
Frieda ist recht angetan von Karl, während Bruno der mitgereisten Sieglinde unverfrorenerweise den Hof macht. Der gefällt dessen Werben zunächst, und sie lässt sich auch gern von dem frauenverstehenden Textdichter und Charmeur umgarnen. Während sich Weber dazu entschließt, Walter Lessings Komposition mit Frieda groß herauszubringen, weigert sich die Primadonna aber plötzlich standhaft, selbige zu singen. Stattdessen hat sie nur noch Augen für Karl und schlägt diesem vor, mit ihr durchzubrennen. Karl jedoch hängt an Sieglinde und ist bald der Kapriolen der kapriziösen Dame überdrüssig. Sieglinde erklärt Karl, dass sie doch an Friedas Stelle die Arien ihres Vaters auf der Bühne schmettern könne. Karl macht Sieglinde klar, dass ein Trällern auf dem Dorffest von Edendorff denn doch etwas anderes ist, als der professionelle Gesang auf einer großstädtischen Bühne von Rang und Namen und schläft ihr vor, München wieder zu verlassen. Die Begegnung mit dem Lebensweisheiten versprühenden Vogelhändler Cornelius im Münchner Zoo hat ihn umdenken lassen. Der meinte, dass zwei reizende Landeier wie Karl und Sieglinde in der „verruchten“ und „sündigen“ Großstadt auf verlorenem Posten stünden und nicht glücklich werden könnten.
Doch Sieglinde ist überhaupt nicht davon überzeugt und weigert sich, mit Karl fortzugehen. Sie will stattdessen Brunos Angebot annehmen, an Friedas Stelle aufzutreten. Bei einer Probe müssen jedoch Weber, der Dirigent Hans Uppmann und Operndirektor Kirschner zur Kenntnis nehmen, dass Sieglindes gesangliche wie darstellerische Künste sehr überschaubar sind. Frieda hat diesen ganzen Zirkus satt und will nach Berlin aufbrechen, wo eine neue Filmrolle auf sie warte. Vorher aber nimmt sie noch Karl zur Seite und warnt ihn, dass Mahler die an seinen Lippen hängende Sieglinde bei nächster Gelegenheit von sich stoßen werde, sollte er ihrer überdrüssig werden. Und so kommt es: Als Maler erkennen muss, dass das neue Stück mit Sieglinde nur ein Reinfall werden kann, lässt er selbige wie die namensgleiche heiße Kartoffel fallen. Die jungen Leute haben ihre Lektion gelernt und kehren desillusioniert und dem Ratschlag des Vogelverkäufers folgend, in ihr Dorf zurück. Das neue, im Radio übertragene und somit auch in Edendorff zu hörende Stück wird ein großer Erfolg, dank der Kunst Friedas, die nun eingelenkt hat und doch noch die Rolle übernommen hat, und dank der Musik zweier Hobbykomponisten aus einem bayerischen Bergdorf. Auch Karl und Sieglinde finden wieder zueinander.

## Produktionsnotizen
Liebesreigen wurde vom 23. Juli bis zum 24. August 1934 in den Fox Movietone-Studios in Los Angeles gedreht und am 13. Dezember 1934 in der Radio City Music Hall zu New York uraufgeführt. Erwartungsgemäß wurde angesichts der starken Beteiligung deutsch-jüdischer Künstler an Music in the Air die Aufführung dieses Films im Reich Adolf Hitlers verboten. In Österreich lief der Streifen hingegen unter dem Titel Liebesreigen am 16. August 1935 in den Kinos an.
Neben May, Pommer und Wilder, der hier noch mit seinem im deutschen Film etablierten Vornamen „Billie“ firmierte, waren unter den bis 1933 in Deutschland tätigen Filmschaffenden René Hubert, der die Kostüme entwarf, Robert Liebmann, der ungenannt am Drehbuch mitarbeitete, und der gleichfalls vor den Nationalsozialisten geflohene, deutsch-jüdische Filmkomponist Franz Wachsmann, der hier die Musical-Originalkomposition von Jerome Kern bearbeitete, an diesem Film beteiligt.
William S. Darling entwarf die Filmbauten, Hugo Friedhofer besorgte ungenannt die Orchestrierung der Musik.
Die Vorlage lief als Theatermusical vom 8. November 1932 bis zum 16. September 1933 en suite am Broadway.
Für Billy Wilder war dieser Film die erste Begegnung mit Gloria Swanson. 15 Jahre darauf sollte er mit ihr in der Hauptrolle sein dramatisches Meisterwerk Boulevard der Dämmerung inszenieren.

## Kritiken
„Milde Operette mit Klassen-Appeal, der den Erfolg an der Kinokasse begrenzt.“

„Die Filmausgabe des Musikstücks von Kern und Hammerstein ist eine geschickt  fotografierte Arbeit, die … einige herausragende Melodien dieser Kinospielzeit beinhaltet. Von der Leinwand der Music Hall wie auch aus den Kehlen von John Boles und Gloria Swanson ertönt mit ‚Music in the Air‘ eine  großherzige Kavalkade fröhlicher, zarter und unheimlich romantischer Texte, die das kalte Herz der Broadway-Spielzwit im Winter 1932 einst erwärmte. (…) Der Film insgesamt hechelt immer ein oder zwei Schritte hinter der Musik hinterher, da es ihm aber gelingt, den Fallstricken operettenhafter Unterhaltung auszuweichen, sollten wir vielleicht dankbar für seine zahlreichen Tugenden sein. (…) Joe May, der deutsche [sic!] Regisseur von ‚Music in the Air‘, erzählt diese Musikgeschichte auf geistreiche Weise... Miss Swanson gelingt eine annehmbare Rückkehr auf die Leinwand als Primadonna. Die Jahre haben ihrer Lieblichkeit nichts anhaben können und überdies ist sie im Besitz einer angenehmen Stimme und einem Talent für die leichte Komödie. June Lang in ihrem Filmdebüt  offenbart ein hübsches Gesicht und überzeugt als argloses Mädchen vom Lande. John Boles besitzt die gepflegteste Stimme in der Truppe, und er vermag sich außerdem mit beträchtlichem Erfolg durch die komischen Episoden zu bewegen.“

Paimann’s Filmlisten resümierte: „Eine nicht umfangreiche Story, die in Bayern spielt, verliert durch ihren, mit dem ansonst leidlich gezeichneten Milieu kontrastierenden Dialog, den Fußtexte zureichend übersetzen. Der Regisseur läßt die Darsteller sich ansingen, setzt die ganz annehmbare Musik unvermittelt ein. (…) Passabler Mittelfilm.“

„Vorhersehbare Geschichte, die schick aufbereitet wurde (…) Gute Jerome Kern-Oscar Hammerstein-Musik erhöht die leichte Produktion.“

„Schwergängige, leichte Unterhaltung.“